# چوپیکینیا
چوپیکینیا (به اسپانیایی: Chupiquiña) یک آتشفشان در پرو است که در منطقه تاکنا واقع شده‌است. چوپیکینیا ۵٬۸۰۵ متر بالاتر از سطح دریا واقع شده‌است.